# Лула (Джорджія)
Лула (англ. Lula) — місто (англ. city) в США, в округах Голл і Бенкс штату Джорджія. Населення — 2822 особи (2020).

## Географія
Лула розташована за координатами 34°23′45″ пн. ш. 83°39′52″ зх. д. / 34.39583° пн. ш. 83.66444° зх. д. (34.395901, -83.664306).  За даними Бюро перепису населення США в 2010 році місто мало площу 11,23 км², з яких 11,20 км² — суходіл та 0,03 км² — водойми.

## Демографія
Згідно з переписом 2010 року, у місті мешкало 2758 осіб у 972 домогосподарствах у складі 731 родини. Густота населення становила 246 осіб/км².  Було 1111 помешкання (99/км²).
Расовий склад населення:
| - 86,0 % — білих - 7,4 % — чорних або афроамериканців - 1,1 % — азіатів - 0,7 % — корінних американців - 2,6 % — осіб інших рас |

До двох чи більше рас належало 2,1 %. Частка іспаномовних становила 5,3 % від усіх жителів.
За віковим діапазоном населення розподілялося таким чином: 28,9 % — особи молодші 18 років, 61,9 % — особи у віці 18—64 років, 9,2 % — особи у віці 65 років та старші. Медіана віку мешканця становила 32,3 року. На 100 осіб жіночої статі у місті припадало 98,6 чоловіків;  на 100 жінок у віці від 18 років та старших — 90,8 чоловіків також старших 18 років.
Середній дохід на одне домашнє господарство  становив 55 003 долари США (медіана — 51 532), а середній дохід на одну сім'ю — 64 130 доларів (медіана — 57 448). Медіана доходів становила 40 375 доларів для чоловіків та 30 938 доларів для жінок. За межею бідності перебувало 13,4 % осіб, у тому числі 15,7 % дітей у віці до 18 років та 9,3 % осіб у віці 65 років та старших.
Цивільне працевлаштоване населення становило 1229 осіб. Основні галузі зайнятості: освіта, охорона здоров'я та соціальна допомога — 25,8 %, виробництво — 25,1 %, науковці, спеціалісти, менеджери — 7,6 %, публічна адміністрація — 6,9 %.